# Perfuratriz
Uma perfuratriz ou equipamento de perfuração é uma máquina que realiza perfurações em solo ou rochas com o objetivo de produzir um furo ou poço, de uma certa profundidade.
Há três tipos de perfuratriz: de grande, médio e pequeno porte. A de grande porte são a SKS (esteira) e 1190 (elétrica). Existem apenas duas perfuratriz 1190 na America Latina e elas se encontram em Itabira MG. Na de médio porte T4, há uma particularidade, nela há duas cabines uma para perfuração e outra para locomoção. A outra de pequeno porte L8 é usada para "fogo secundário" ou rapé.